# Pokrovsk (Rusko)
Pokrovsk (rusky Покровск, jakutsky Покровскай – Pokrovskaj) je město v republice Sacha v Ruské federaci. Při sčítání lidu v roce 2010 mělo bezmála deset tisíc obyvatel.

## Poloha
Pokrovsk leží na jihu Středojakutské nížiny na levém břehu Leny. Od Jakutsku, hlavního města republiky, je vzdálen 75 kilometrů na jihozápad.

## Dějiny
Pokrovsk založili v roce 1682 kozáci jako pevnůstku (ostrog) s jménem Karaulnyj Mys (Карау́льный Мыс), z které se později stala vesnice Pokrovskoje (Покро́вское). V roce 1941 byla povýšena na sídlo městského typu a zároveň přejmenována na Pokrovsk. Městem se stal v roce 1998.